# St. Mark’s Cathedral (George)

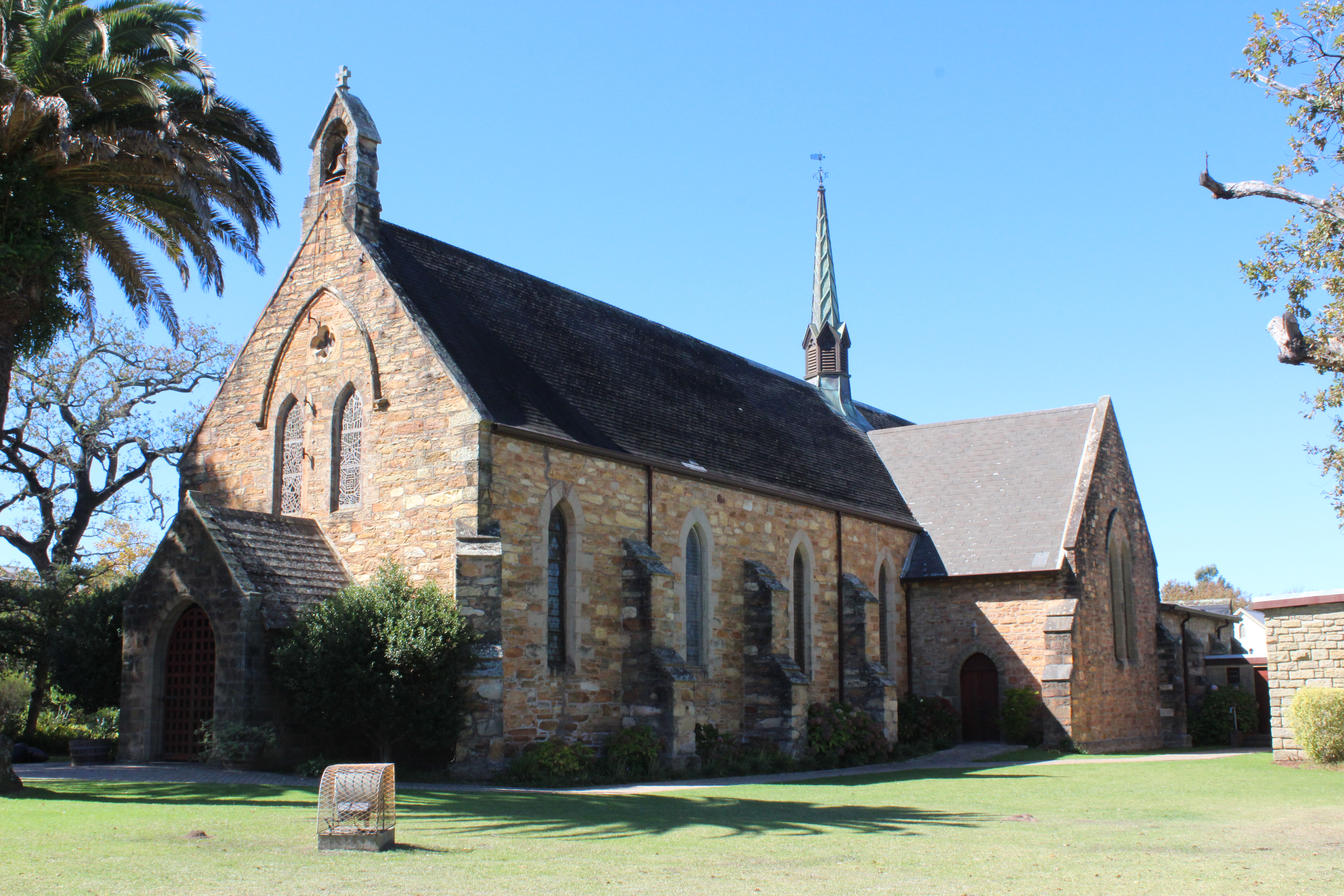
St. Mark’s Cathedral (Ansicht von Westen)

Die St. Mark’s Cathedral ist die anglikanische Kirche der südafrikanischen Stadt George und gehört zur Diözese George (Erzbistum Kapstadt).
Sie wurde in den Jahren 1849/50 nach Entwürfen von Sophie Gray, der Gattin von Robert Gray, dem ersten anglikanischen Bischof von Kapstadt, im neugotischen Stil errichtet und 1850 geweiht.
1911 wurde der Kirche der Status einer Kathedrale zuerkannt. Im Jahr 1924 wurde der Chorraum erneuert. Zwischen 1924 und 1954 wurde ein Querschiff eingezogen und die so genannte Lady Chapel angebaut. 1978 wurde dem Gotteshaus ein Kapitelsaal angefügt. 
Koordinaten: 33° 57′ 27,9″ S, 22° 27′ 30,4″ O